# Ruud van Nistelrooy
Rutgerus Johannes Martinus »Ruud« van Nistelrooij, nizozemski nogometaš in trener, * 1. julij 1976, Oss, Nizozemska.
Nistelrooy je nekdanji nogometni napadalec in dolgoletni član nizozemske nogometne reprezentance.

## Reprezentančna kariera
| Reprezentanca | Leto | Prijateljska | Prijateljska | Mednarodna tekmovanja | Mednarodna tekmovanja | Skupaj  | Skupaj | Golov na tekmo |
| Reprezentanca | Leto | Nastopi      | Golov        | Nastopi               | Golov                 | Nastopi | Golov  | Golov na tekmo |
| ------------- | ---- | ------------ | ------------ | --------------------- | --------------------- | ------- | ------ | -------------- |
| Nizozemska    | 1998 | 1            | 0            | 0                     | 0                     | 1       | 0      | 0              |
| Nizozemska    | 1999 | 8            | 1            | 0                     | 0                     | 8       | 1      | 0.125          |
| Nizozemska    | 2000 | 1            | 0            | 0                     | 0                     | 1       | 0      | 0              |
| Nizozemska    | 2001 | 2            | 1            | 5                     | 6                     | 7       | 7      | 1              |
| Nizozemska    | 2002 | 3            | 1            | 1                     | 0                     | 4       | 1      | 0.25           |
| Nizozemska    | 2003 | 2            | 0            | 6                     | 5                     | 8       | 5      | 0.625          |
| Nizozemska    | 2004 | 4            | 0            | 7                     | 6                     | 11      | 6      | 0.545          |
| Nizozemska    | 2005 | 1            | 0            | 8                     | 5                     | 9       | 5      | 0.556          |
| Nizozemska    | 2006 | 2            | 2            | 3                     | 1                     | 5       | 3      | 0.6            |
| Nizozemska    | 2007 | 1            | 0            | 4                     | 2                     | 5       | 2      | 0.4            |
| Nizozemska    | 2008 | 2            | 1            | 3                     | 2                     | 5       | 3      | 0.6            |
| Skupaj        |      | 27           | 6            | 37                    | 26                    | 64      | 33     | 0.516          |